# Blue/That Ain't Right
Blue/That Ain't Right è il secondo singolo dei Brian Poole & The Tremeloes, pubblicato nel Regno Unito nel 1962.

## Tracce
Lato A
1. Blue (Arthur Altman, Ennio Favilla, Tony Renis)

Lato B
1. That Ain't Right (Eddie Hirst)